# La Perche
La Perche ist eine französische Gemeinde mit 192 Einwohnern (Stand: 1. Januar 2022) im Département Cher in der Region Centre-Val de Loire; sie gehört zum Arrondissement Saint-Amand-Montrond und zum Kanton Châteaumeillant. 

## Geographie
La Perche liegt etwa 50 Kilometer südsüdöstlich von Bourges am Cher, der die Gemeinde im Osten begrenzt. Umgeben wird La Perche von den Nachbargemeinden Ainay-le-Vieil im Norden und Westen, Lételon im Norden und Nordosten, Urçay im Osten, Meaulne im Süden und Südosten, Épineuil-le-Fleuriel im Süden sowie La Celette im Westen und Südwesten.

## Bevölkerungsentwicklung
| Jahr                       | 1962 | 1968 | 1975 | 1982 | 1990 | 1999 | 2006 | 2018 |
| Einwohner                  | 383  | 328  | 281  | 232  | 247  | 245  | 248  | 202  |
| Quellen: Cassini und INSEE |      |      |      |      |      |      |      |      |

## Sehenswürdigkeiten
- Kirche Saint-Jean

## Persönlichkeiten
- Anaëlle Leclercq (* 2003), Tennisspielerin